# Atarot (miasto Gadytów)
Atarot – miasto plemienia Gadytów, wzniesione przez nie w XIII wieku p.n.e. na podbitym – według Księgi Liczb (Lb 32,3, 34) – wskutek wojny z Amorytami terytorium. Miasto zostało wspomniane w inskrypcji Meszy. Według przekazu władca Moabu Mesza zdobył w IX wieku p.n.e. ufortyfikowany przez króla Izraela Omri Atarot. Starożytne miasto było zlokalizowane na wzgórzu w odległości około 1 km na północ od rzeki Arnon i jest utożsamiane z Chirbat Ataruz.